# Discografia di Capo Plaza
La discografia di Capo Plaza, rapper italiano, è costituita da quattro album in studio (di cui uno in collaborazione con il rapper Peppe Soks), un mixtape, cinquanta singoli e ventinove video musicali (inclusi quelli come artista ospite), pubblicati dal 2013.

## Album in studio
| Anno                                                         | Titolo | Classifiche | Classifiche | Classifiche | Classifiche | Certificazioni     |
| Anno                                                         | Titolo | ITA         | BEL (WA)    | SWI         | SPA         | Certificazioni     |
| ------------------------------------------------------------ | --- | ----------- | ----------- | ----------- | ----------- | ------------------ |
| 2016                                                         | Sulamente nuje (con Peppe Soks) - Pubblicato: 10 giugno 2016 - Etichetta: Quadraro Basement - Formati: download digitale, streaming | —           | —           | —           | —           |                    |
| 2018                                                         | 20 - Pubblicato: 20 aprile 2018 - Etichetta: Sto Records, Warner Music Italy - Formati: CD, download digitale, streaming            | 1           | 191         | 25          | —           | - ITA: Platino (5) |
| 2021                                                         | Plaza - Pubblicato: 22 gennaio 2021 - Etichetta: Warner Music Italy - Formati: CD, LP, download digitale, streaming                 | 1           | 142         | 5           | 86          | - ITA: Platino (3) |
| 2024                                                         | Ferite - Pubblicato: 3 maggio 2024 - Etichetta: Warner Music Italy - Formati: CD, LP, download digitale, streaming                  | 1           | —           | 4           | —           | - ITA: Platino (3) |
| "—" indica una pubblicazione non classificata in quel paese. | |             |             |             |             |                    |

## Mixtape
| Anno                                                         | Titolo | Classifiche | Classifiche | Certificazioni     |
| Anno                                                         | Titolo | ITA         | SWI         | Certificazioni     |
| ------------------------------------------------------------ | --- | ----------- | ----------- | ------------------ |
| 2022                                                         | Hustle Mixtape - Pubblicato: 3 giugno 2022 - Etichetta: Warner Music Italy - Formati: CD, download digitale, streaming | 2           | 25          | - ITA: Platino (2) |
| "—" indica una pubblicazione non classificata in quel paese. | |             |             |                    |

## Singoli

### Come artista principale
| Anno                                                         | Titolo                                             | Classifiche | Classifiche | Certificazioni     | Album di provenienza    |
| Anno                                                         | Titolo                                             | ITA         | SWI         | Certificazioni     | Album di provenienza    |
| ------------------------------------------------------------ | -------------------------------------------------- | ----------- | ----------- | ------------------ | ----------------------- |
| 2013                                                         | Sto giù                                            | —           | —           |                    | /                       |
| 2014                                                         | Giro coi miei Freestyle                            | —           | —           |                    | /                       |
| 2014                                                         | Tutti i giorni (feat. Sfera Ebbasta)               | —           | —           |                    | /                       |
| 2015                                                         | Dal quartiere (con Peppe Soks feat. Young B e Izi) | —           | —           |                    | Sulamente nuje          |
| 2015                                                         | No Game (con Peppe Soks)                           | —           | —           |                    | Sulamente nuje          |
| 2016                                                         | Sto Freestyle                                      | —           | —           |                    | /                       |
| 2016                                                         | Mai come vogliono                                  | —           | —           |                    | /                       |
| 2016                                                         | Nisida                                             | 94          | —           | - ITA: Platino     | /                       |
| 2016                                                         | Non si ferma                                       | —           | —           |                    | /                       |
| 2017                                                         | Allenamento #1                                     | —           | —           | - ITA: Oro         | /                       |
| 2017                                                         | Allenamento #2                                     | 31          | —           | - ITA: Platino (3) | /                       |
| 2017                                                         | Allenamento #3                                     | 23          | —           | - ITA: Platino (2) | /                       |
| 2017                                                         | Giovane fuoriclasse                                | 2           | —           | - ITA: Platino (3) | 20                      |
| 2018                                                         | Non cambierò mai                                   | 1           | —           | - ITA: Platino     | 20                      |
| 2019                                                         | So cosa fare                                       | 20          | —           | - ITA: Platino     | /                       |
| 2019                                                         | Colpo grosso (con Snik, Gué Pequeno e Noizy)       | 27          | —           |                    | /                       |
| 2019                                                         | Ho fatto strada                                    | 13          | —           | - ITA: Oro         | /                       |
| 2021                                                         | Allenamento #4                                     | 1           | 97          | - ITA: Platino     | Plaza                   |
| 2021                                                         | Street                                             | 4           | —           | - ITA: Platino     | Plaza                   |
| 2021                                                         | Envidioso (feat. Morad)                            | 28          | —           | - ITA: Oro         | Plaza (Deluxe Edition)  |
| 2021                                                         | Panama (feat. Aya Nakamura)                        | 40          | —           | - ITA: Oro         | Plaza (Deluxe Edition)  |
| 2022                                                         | Goyard                                             | 50          | —           |                    | Hustle Mixtape          |
| 2022                                                         | Capri Sun                                          | 5           | —           | - ITA: Platino (5) | Hustle Mixtape          |
| 2023                                                         | Vetri neri (con Ava e Anna)                        | 2           | —           | - ITA: Platino (6) | /                       |
| 2023                                                         | Freddy Krueger Freestyle                           | 25          | —           |                    | /                       |
| 2023                                                         | Nato per questo                                    | 14          | —           | - ITA: Oro         | Ferite                  |
| 2024                                                         | Acqua passata                                      | 12          | —           | - ITA: Platino     | Ferite                  |
| 2024                                                         | Fino all'alba                                      | 18          | —           | - ITA: Platino     | Ferite (Deluxe Edition) |
| 2024                                                         | Borse Hermès                                       | 42          | —           |                    | Ferite (Deluxe Edition) |
| 2024                                                         | Nati bastardi (feat. Tony Effe)                    | 25          | —           |                    | Ferite (Deluxe Edition) |
| 2025                                                         | Non basta mai (feat. Bresh e Tony Effe)            | 7           | —           |                    | /                       |
| "—" indica una pubblicazione non classificata in quel paese. |                                                    |             |             |                    |                         |

### Come artista ospite
| Anno                                                                          | Titolo                                                                      | Classifiche | Certificazioni     | Album di provenienza   |
| Anno                                                                          | Titolo                                                                      | ITA         | Certificazioni     | Album di provenienza   |
| ----------------------------------------------------------------------------- | --------------------------------------------------------------------------- | ----------- | ------------------ | ---------------------- |
| 2018                                                                          | Serio (Emis Killa feat. Capo Plaza)                                         | 11          | - ITA: Platino     | /                      |
| 2018                                                                          | Trap Phone (Gué Pequeno feat. Capo Plaza)                                   | 1           | - ITA: Platino     | Sinatra                |
| 2019                                                                          | Gang Shit (Dark Polo Gang feat. Capo Plaza)                                 | 4           | - ITA: Oro         | Trap Lovers (Reloaded) |
| 2019                                                                          | Look Back at It (A Boogie wit da Hoodie feat. Capo Plaza)                   | 19          | - ITA: Platino (2) | /                      |
| 2019                                                                          | Pookie (Remix) (Aya Nakamura feat. Capo Plaza)                              | 2           | - ITA: Platino (3) | /                      |
| 2019                                                                          | Mi ami o no (Giaime feat. Capo Plaza)                                       | 14          | - ITA: Platino     | /                      |
| 2019                                                                          | Yoshi (Remix) (Dani Faiv, Thasup e Fabri Fibra feat. J Balvin e Capo Plaza) | 1           | - ITA: Platino (4) | /                      |
| 2019                                                                          | Tutto apposto (Philip feat. Capo Plaza)                                     | 64          |                    | Dalla zona             |
| 2019                                                                          | C'est la vie (TY1 feat. Capo Plaza e Dosseh)                                | 40          | - ITA: Oro         | Djungle                |
| 2019                                                                          | Holly & Benji (Ava feat. Capo Plaza e Shiva)                                | 5           | - ITA: Oro         | /                      |
| 2020                                                                          | Fuego del calor (remix) (Scott Storch feat. Ozuna, Capo Plaza e Tyga)       | 33          | - ITA: Platino     | /                      |
| 2020                                                                          | Slatt (Rondodasosa feat. Capo Plaza)                                        | 10          | - ITA: Platino (2) | Giovane Rondo          |
| 2021                                                                          | Body (Remix) (Russ Millions e Tion Wayne feat. Rondodasosa e Capo Plaza)    | 29          | - ITA: Platino     | /                      |
| 2021                                                                          | Balaclava (Tony Effe feat. Capo Plaza)                                      | 30          | - ITA: Oro         | Untouchable            |
| 2021                                                                          | Ma Chérie (Baby Gang feat. Capo Plaza)                                      | 74          | - ITA: Oro         | Delinquente            |
| 2023                                                                          | Arai (Medy feat. Capo Plaza)                                                | 10          | - ITA: Platino (2) | Nove chiamate          |
| 2023                                                                          | Parole vuote (la solitudine) (Tedua feat. Capo Plaza)                       | 3           | - ITA: Platino     | La Divina Commedia     |
| 2024                                                                          | Moon (Ava feat. Tony Boy e Capo Plaza)                                      | 1           | - ITA: Oro         | /                      |
| 2024                                                                          | Alé (Rhove feat. Capo Plaza)                                                | 30          | - ITA: Platino     | Popolari               |
| 2024                                                                          | Bad Boy (Finesse feat. Shiva e Capo Plaza)                                  | 14          | - ITA: Oro         | /                      |
| "—" indica una pubblicazione non classificata o non pubblicata in quel paese. |                                                                             |             |                    |                        |

## Altri brani entrati in classifica e/o certificati
| Anno | Titolo                                   | Classifiche | Certificazioni     | Album di provenienza    |
| Anno | Titolo                                   | ITA         | Certificazioni     | Album di provenienza    |
| ---- | ---------------------------------------- | ----------- | ------------------ | ----------------------- |
| 2018 | 20                                       | 25          | - ITA: Oro         | 20                      |
| 2018 | Giù da me                                | 35          | - ITA: Platino     | 20                      |
| 2018 | Tesla (feat. Sfera Ebbasta e DrefGold)   | 1           | - ITA: Platino (4) | 20                      |
| 2018 | Nike Boy                                 | 19          | - ITA: Oro         | 20                      |
| 2018 | Come me                                  | 24          | - ITA: Oro         | 20                      |
| 2018 | J$ JP                                    | 57          |                    | 20                      |
| 2018 | Interlude (ora è la mia ora)             | 47          | - ITA: Oro         | 20                      |
| 2018 | Ne è valsa la pena (feat. Ghali)         | 5           | - ITA: Platino (2) | 20                      |
| 2018 | Taxi                                     | 68          |                    | 20                      |
| 2018 | Uno squillo                              | 39          | - ITA: Platino (2) | 20                      |
| 2018 | Vabbene                                  | 53          | - ITA: Platino     | 20                      |
| 2018 | Forte e chiaro                           | 48          | - ITA: Platino     | 20                      |
| 2018 | NewJeans                                 | 25          | - ITA: Oro         | 20 (Deluxe Edition)     |
| 2018 | Coupé                                    | 29          | - ITA: Oro         | 20 (Deluxe Edition)     |
| 2018 | Billets (feat. Ninho)                    | 27          | - ITA: Platino     | 20 (Deluxe Edition)     |
| 2018 | Ratata                                   | 45          | - ITA: Oro         | 20 (Deluxe Edition)     |
| 2021 | Track 1                                  | 17          |                    | Plaza                   |
| 2021 | Plaza                                    | 11          |                    | Plaza                   |
| 2021 | VVS (feat. Gunna)                        | 9           | - ITA: Oro         | Plaza                   |
| 2021 | Fiamme alte                              | 19          | - ITA: Oro         | Plaza                   |
| 2021 | Demonio (feat. Sfera Ebbasta)            | 3           | - ITA: Platino     | Plaza                   |
| 2021 | OMG                                      | 10          | - ITA: Oro         | Plaza                   |
| 2021 | Richard Mille (feat. Lil Tjay)           | 18          |                    | Plaza                   |
| 2021 | No Stress (feat. A Boogie wit da Hoodie) | 7           | - ITA: Oro         | Plaza                   |
| 2021 | Non fare così                            | 2           | - ITA: Platino (3) | Plaza                   |
| 2021 | Ferrari (feat. Luciano)                  | 27          |                    | Plaza                   |
| 2021 | Pochette                                 | 33          |                    | Plaza                   |
| 2021 | Tevez                                    | 46          |                    | Plaza                   |
| 2021 | Successo                                 | 47          |                    | Plaza                   |
| 2021 | Ultimo banco                             | 43          |                    | Plaza                   |
| 2022 | Hustle                                   | 98          |                    | Hustle Mixtape          |
| 2022 | Stone Island                             | 88          |                    | Hustle Mixtape          |
| 2022 | Money Time Freestyle                     | 78          | - ITA: Oro         | Hustle Mixtape          |
| 2022 | RapStar                                  | 82          | - ITA: Oro         | Hustle Mixtape          |
| 2024 | Ferite                                   | 10          |                    | Ferite                  |
| 2024 | Money Rain (feat. Lazza)                 | 2           | - ITA: Oro         | Ferite                  |
| 2024 | Sottovuoto                               | 8           | - ITA: Oro         | Ferite                  |
| 2024 | Ancora qua (feat. Tedua)                 | 6           | - ITA: Oro         | Ferite                  |
| 2024 | Oh amore                                 | 17          |                    | Ferite                  |
| 2024 | I Miss U (feat. Tony Boy)                | 15          |                    | Ferite                  |
| 2024 | Busy                                     | 28          |                    | Ferite                  |
| 2024 | Soldi arrotolati (feat. Anna)            | 5           | - ITA: Platino     | Ferite                  |
| 2024 | Baby Girl                                | 21          |                    | Ferite                  |
| 2024 | No Drama (feat. Mahmood)                 | 32          |                    | Ferite                  |
| 2024 | Mi riempi di chiamate                    | 29          |                    | Ferite                  |
| 2024 | Memories (feat. Annalisa)                | 23          |                    | Ferite                  |
| 2024 | Tutta la Night                           | 38          |                    | Ferite                  |
| 2024 | Non c'è Love                             | 41          |                    | Ferite                  |
| 2024 | La cassa (feat. Artie 5ive)              | 28          |                    | Ferite                  |
| 2024 | Solo un'ora                              | 43          |                    | Ferite                  |
| 2024 | Nuovo inizio (feat. Shiva)               | 15          |                    | Ferite (Deluxe Edition) |
| 2024 | Lo so che                                | 30          |                    | Ferite (Deluxe Edition) |
| 2024 | Dolce e amara                            | 68          |                    | Ferite (Deluxe Edition) |

## Collaborazioni
| Anno | Titolo                  | Artista/i                                                          | Album di provenienza     |
| ---- | ----------------------- | ------------------------------------------------------------------ | ------------------------ |
| 2018 | Casa mia                | Noyz Narcos feat. Luchè e Capo Plaza                               | Enemy                    |
| 2018 | Cocaina                 | Emis Killa feat. Capo Plaza                                        | Supereroe                |
| 2019 | Street Advisor          | Night Skinny feat. Noyz Narcos, Marracash e Capo Plaza             | Mattoni                  |
| 2019 | Gigolò                  | Lazza feat. Sfera Ebbasta e Capo Plaza                             | Re Mida Aurum            |
| 2019 | Every Day               | SCH feat. Capo Plaza e Soolking                                    | Rooftop                  |
| 2020 | Chance                  | Shiva feat. Capo Plaza                                             | Routine                  |
| 2020 | Amiri Boys              | Dark Polo Gang feat. Capo Plaza                                    | Dark Boys Club           |
| 2020 | Opps                    | DrefGold feat. Capo Plaza                                          | Elo                      |
| 2020 | TopBoy                  | Snik feat. Capo Plaza                                              | TopBoy                   |
| 2020 | Polvere                 | Tedua feat. Capo Plaza                                             | Vita vera mixtape        |
| 2020 | Alyx                    | Lazza feat. Capo Plaza                                             | J                        |
| 2020 | You and Me              | Achille Lauro feat. Alexia e Capo Plaza                            | 1990                     |
| 2020 | Pasticche               | VillaBanks feat. Capo Plaza                                        | El puto mundo            |
| 2020 | Telephone               | Slait, Thasup, Low Kidd e Young Miles feat. Capo Plaza e Sick Luke | Bloody Vinyl 3           |
| 2021 | Nada                    | TY1 feat. Gué Pequeno, Pablo Chill-E e Capo Plaza                  | Djungle                  |
| 2021 | 44 SDMG                 | Rasty Kilo feat. Capo Plaza                                        | Cinzia                   |
| 2022 | Dream Team              | Sick Luke feat. Pyrex, Tedua, Capo Plaza e Shiva                   | X2                       |
| 2022 | RS                      | Bené feat. Capo Plaza                                              | Rosa nera                |
| 2022 | No Ratz                 | Noyz Narcos feat. Capo Plaza e Guè                                 | Virus                    |
| 2022 | Jeans                   | Keta feat. Capo Plaza                                              | Error 442                |
| 2022 | No Luv                  | Rondodasosa feat. Capo Plaza                                       | Trenches Baby            |
| 2022 | Audi                    | Sick Luke feat. Rhove e Capo Plaza                                 | X2 (Deluxe Edition)      |
| 2023 | Dancer                  | Russ Millions feat. Noizy, Rondodasosa e Capo Plaza                | One of a Kind            |
| 2023 | Todo mundo Louco        | Ludmilla feat. Capo Plaza                                          | Vilã                     |
| 2023 | Chiama                  | Drillionaire feat. Capo Plaza e Salmo                              | 10                       |
| 2023 | Ray Liotta (Goodfellas) | Emis Killa feat. Capo Plaza, Jake La Furia e Baby Gang             | Effetto notte (l'alba)   |
| 2023 | Nulla accade            | Artie 5ive feat. Capo Plaza                                        | Motivation 4 the Streetz |
| 2023 | Ricordi sbiaditi        | Medy feat. Capo Plaza                                              | Maltempo                 |
| 2024 | Calle                   | Neima Ezza feat. Capo Plaza                                        | Piccolo principe         |
| 2024 | Neve sulle Jordan       | Mahmood feat. Capo Plaza                                           | Nei letti degli altri    |
| 2024 | Honey                   | Tony Effe feat. Lazza e Capo Plaza                                 | Icon                     |
| 2024 | Show Me Love            | Anna feat. Capo Plaza                                              | Vera Baddie              |
| 2024 | Ghetto chic             | Digital Astro feat. Capo Plaza                                     | Astro                    |
| 2024 | Entro nel posto         | Night Skinny feat. Tony Boy, Kid Yugi e Capo Plaza                 | Containers               |
| 2024 | Nella trap              | Night Skinny feat. Artie 5ive, Capo Plaza e Tony Effe              | Containers               |
| 2024 | Ghostbuster             | DrefGold feat. Capo Plaza                                          | Goblin                   |
| 2024 | Non mi basta mai        | Tony Boy feat. Frah Quintale e Capo Plaza                          | Going Hard 3             |
| 2025 | Ti fidavi               | Gaia feat. Capo Plaza                                              | Rosa dei venti           |
| 2025 | Are U Crazy?            | Artie 5ive feat. Capo Plaza                                        | La bellavita             |

## Video musicali
| Anno | Titolo                                 | Regista                         |
| ---- | -------------------------------------- | ------------------------------- |
| 2014 | Tutti i giorni                         | Alessandro Raimo                |
| 2016 | Mai come vogliono                      | Alessandro Raimo                |
| 2016 | Nisida                                 | Alessandro Raimo                |
| 2016 | Non si ferma                           | Alessandro Raimo                |
| 2017 | Allenamento #1                         | Alessandro Raimo                |
| 2017 | Allenamento #2                         | Alessandro Raimo                |
| 2017 | Allenamento #3                         | Alessandro Raimo & Mirko Salcia |
| 2017 | Giovane fuoriclasse                    | Martina Pastori                 |
| 2018 | Non cambierò mai                       | The Astronauts                  |
| 2018 | Tesla (feat. Sfera Ebbasta e DrefGold) | The Astronauts                  |
| 2018 | NewJeans                               | Figure Eight Creative Group     |
| 2019 | Billets                                | Igor Grbesic & Marc Lucas       |
| 2019 | So cosa fare                           | Theodor Guelat                  |
| 2019 | Ho fatto strada                        | Igor Grbesic & Marc Lucas       |
| 2021 | Allenamento #4                         | Davide Vicari                   |
| 2021 | Plaza                                  | Davide Vicari                   |
| 2021 | Street                                 | Davide Vicari                   |
| 2021 | Non fare così                          | LateMilk                        |
| 2021 | Envidioso (feat. Morad)                | LateMilk                        |
| 2021 | Panama (feat. Aya Nakamura)            | LateMilk                        |
| 2021 | I soldi parlano                        | LateMilk                        |
| 2022 | Goyard                                 | William Thomas                  |
| 2022 | Capri Sun                              | PeterMarvu                      |
| 2023 | Freddy Krueger Freestyle               | LateMilk                        |
| 2023 | Nato per questo                        | Camille Vialet                  |
| 2024 | Acqua passata                          | Attilio Cusani                  |
| 2024 | Money Rain                             | Attilio Cusani                  |
| 2024 | Fino all'alba                          | PeterMarvu                      |
| 2025 | Non basta mai                          | Giulio Rosati                   |